# Itaú Unibanco
Itaú Unibanco és un banc brasiler, fundat el novembre de 2008 després de la fusió de banc Itáu i Unibanco, és actualment el major banc de l'hemisferi sud i el vuitè més gran del món, el 2010 el banc va realitzar més de 70,1 mil milions de dòlars EUA.